# Muz Zeier
Muz Zeier, Taufname Helmut Viktor (* 24. November 1929 in Zürich; † 30. März 1981 ebenda), war ein Schweizer Maler, Zeichner, Bildhauer und Jazzposaunist.

## Leben und Werk
Muz Zeier wuchs in Zürich auf und besuchte verschiedene auswärtige Gymnasien. Anschliessend besucht er die Kunstgewerbeschule Zürich und liess sich bei den Bildhauern Willi Stadler, Hans-Jakob Müller und Karl Geiser zum Bildhauer ausbilden.
Ab 1949 war Zeier als freischaffender Künstler tätig und malte altmeisterlich anmutende, surreale Bilder. Als Jazzposaunist und Bandleader spielte er in den frühen 1950er-Jahren in der legendär gewordenen New-Orleans-Jazzband «Höngg Hot Trester Seven» und verdiente sich damit seinen Lebensunterhalt. 1951 lernte er in Zürich den Künstler Kurt Fahrner kennen, mit dem er zeitlebens befreundet blieb. 
Ende der 1950er-Jahre liess sich Zeier wegen seiner Alkoholkrankheit während eines Jahres in der psychiatrischen Klinik Rheinau stationär behandeln. In dieser Zeit konnte er deren Atelier benutzen. Nachfolgend hatte er wechselnde Wohnsitze in Zürcher Abbruchhäusern und in Wohnungen von Freunden. Zeitweise teilte er sich ein Atelier mit dem Bildhauer Otto Müller und dem Maler Friedrich Kuhn. 
1954, 1955 erhielt Zeier ein Stipendium der Stadt Zürich und im gleichen Jahr ein Eidgenössisches Kunststipendium. Zwischen 1963 und 1966 vollzog Zeier einen Stilwechsel zu lichten Aquarellen in fast reinen Farben. Als Aussenseiter und Nonkonformist bestritt er seinen Lebensunterhalt mit Gelegenheitsarbeiten bei verschiedenen Grabbildhauern, was zu mehreren Aufträgen für Grabmäler von seinen Freunden führte.  Ab Mitte der 1960er-Jahre malte Zeier Bilder, die sich motivisch auf bescheidene Dinge des täglichen Gebrauches – einen Stuhl, einen Schirm, eine Treppe – beschränkten.
Zwischen 1967 und 1974 lebte Zeier für längere Zeit zurückgezogen in einem Waldhaus oberhalb von Uznach und begann, Klavier und Orgel zu spielen. Auf Drängen seiner Künstlerfreunde Fahrner, Kuhn und Philippe Schibig beteiligte er sich 1969 an der Gruppenausstellung Kunst im Abseits im Kunstmuseum Luzern. 1976 hatte er ein eigenes Atelier in der Cité internationale des Arts Paris. Mehrere Reisen nach Italien folgten.  
Muz Zeier verstarb nach längerer Krankheit in Zürich-Höngg. Als Aussenseiter und Nonkonformist wurde Zeier von Insidern und Künstlerfreunden hochgeschätzt. Zudem hatte er auf deren künstlerisches Schaffen einen nachhaltigen Einfluss ausgeübt. 1985 wurden 144 seiner Werke in einer Retrospektive im Aargauer Kunsthaus gezeigt. 